# 다둥구

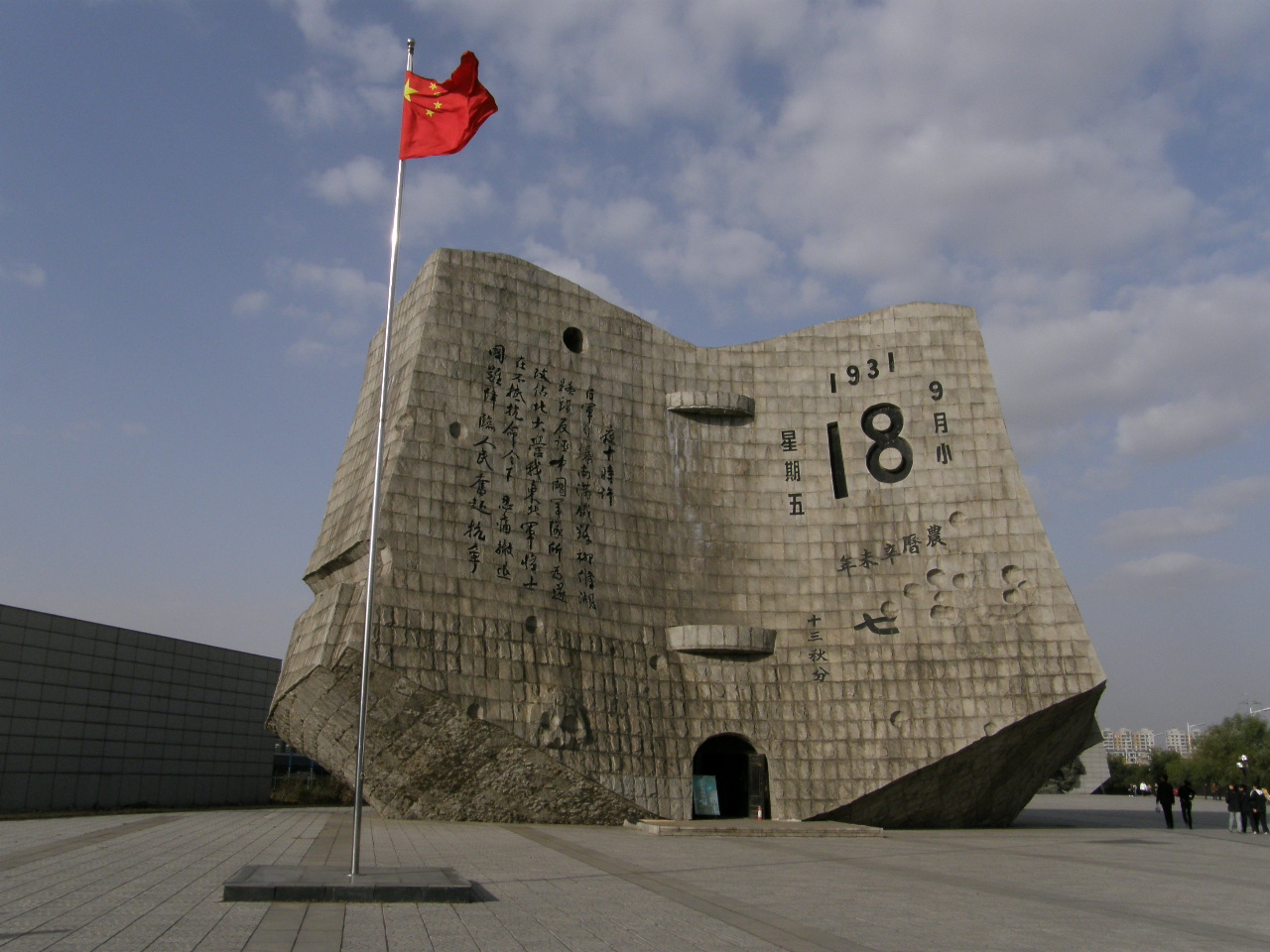

다둥구(한국어: 대동구, 중국어: 大东区, 병음: Dàdōng Qū)는 중화인민공화국 랴오닝성 선양시의 행정구역이다. 넓이는 51km2이고, 인구는 2007년 기준으로 650,000명이다. 다둥은 선양 도심에 있는 가장 큰 구이다. 이곳에는 9.18박물관과 북탑과 동탑이 있다.

## 행정 구역
15개 가도를 관할한다.
- 가도: 万泉街道, 管城街道, 长安街道, 东塔街道, 新东街道, 珠林街道, 小东街道, 小津桥街道, 大北街道, 小北街道, 洮昌街道, 辽沈街道, 东站街道, 二台子街道, 文官街道.